# Paolo Mantovani
Pour les articles homonymes, voir Mantovani.
Paolo Mantovani (né le 9 avril 1930 à Rome et mort le 14 octobre 1993 à Gênes) était un chef d'entreprise italien et dirigeant de club de football.

## Biographie
Né à Rome en 1930 Paolo Mantovani part vivre à Gênes en 1955. Il y fit fortune dans le secteur du pétrole à partir du milieu des années 1970. C'est cependant grâce au football qu'il va devenir célèbre. En 1979, il achète le club italien de la Sampdoria de Gênes qui évoluait à cette époque en Serie B. Le club avait alors un palmarès vierge de tout titre d'importance.
Sous sa présidence le club remonte en Serie A en 1982 et opte pour une politique de recrutement très précise dans les années 1980 : de jeunes espoirs italiens (Vialli, Mancini, Vierchowod, Lombardo, Pagliuca, Mannini, Pellegrini, Pari, etc.), auxquels du temps est donné pour éclore, encadrés par quelques grands joueurs étrangers (Cerezo, Katanec, Souness, Brady, Francis, Briegel, etc.). 
L'équipe murit petit à petit, se stabilise en haut de tableau de Serie A puis remporte ses premiers trophées à partir de 1985. Au total ce sont un titre de champion d'Italie (1991), trois coupes d'Italie (1985, 1988 et 1989), une coupe des vainqueurs de coupe (1990) et une supercoupe d'Italie (1991) qui viennent garnir la salle des trophées du club. Le club perd également deux fois en finale de coupe d'Europe face au FC Barcelone en coupe des vainqueurs de coupe (1989) et en Ligue des champions (1992). Cette période correspond à la plus belle de l'histoire du club. En plus des performances sportives il inculque au club les valeurs de respect de l'adversaire et de fairplay en toute circonstance.
Le 14 octobre 1993 il décède à Gênes à l'âge de 63 ans. Plusieurs milliers de supporters de la Sampdoria assistent à ses funérailles tandis que son cercueil est porté par quelques-uns des joueurs les plus emblématiques du club (Vialli, Mancini, Lombardo, etc.). C'est son fils Enrico Mantovani qui prend sa succession à la tête de la Sampdoria mais il n'y rencontre pas le même succès. La famille Mantovani vend finalement le club en 2002.
En 2004, la ville de Gênes donne son nom à une de ses rues. En 2007, la ville de Rome inaugure à son tour une rue intitulée « Paolo Mantovani: Président de la Sampdoria (1930-1993) ».